# Масловичи (Минская область)
Ма́словичи (бел. Ма́славічы) — деревня в Минском районе Минской области Белоруссии. В составе Юзуфовского сельсовета. Население — 99 человек (2010). Третий по величине населённый пункт сельсовета.

## География
Расположена на пересечении дорог Н8964 и Н8963, в 14 км от Минска.

## История
Впервые упоминается в 1667 году как имение во владении шляхты на территории Минского воеводства Великого княжества Литовского. В 1791 году часть имения Углы Минской парафии. После второго раздела Речи Посполитой 1793 года в составе Российской империи. В 1800 году деревня во владениях Барсуковой. В 1858 году становится центром имения под управлением Валицкой. В 1870 году центр сельского общества. В 1897 году в деревне работал хлебозапасный магазин, в 1912 году открыто народное училище.
С февраля по декабрь 1918 года деревня была оккупирована войсками Германской империи. С июля 1919 года по июль 1920 года — войсками Польши.
С 1919 года в составе БССР. С 20 августа 1924 года в Гатовинском сельсовете Заславского района Минского округа. С 20 февраля 1938 года в Минской области.
Во время Великой Отечественной войны с конца июня 1941 года по начало июля 1944 года была захвачена немецкими войсками, которые спалили 11 дворов, уничтожив 6 жителей.
С 8 августа 1959 года в Минском районе, с 19 марта 1974 года в Юзуфовском сельсовете.
В 2021 году работает 2 магазина.

## Население
В 1999 году — 73 жителя (перепись населения); в 2009 году — 93 жителя (перепись населения); в 2010 году — 99 жителей.
| 1800 | 1858 | 1897  | 1917  | 1941  | 1997 | 2009 | 2010 |
| ---- | ---- | ----- | ----- | ----- | ---- | ---- | ---- |
| 60   | ▼ 32 | ▲ 121 | ▲ 125 | ▲ 150 | ▼ 72 | ▲ 93 | ▲ 99 |